# Liqiu Meng
Liqiu Meng (chinesisch 孟立秋, Pinyin Mèng Lìqiū; * 6. Oktober 1963 in Changshu, Jiangsu) ist eine deutsche Kartografin und Geodätin chinesischer Herkunft. Seit 1998 ist sie Professorin für Kartographie an der Technischen Universität München. Von 2008 bis 2014 war sie Vizepräsidentin der TU München für Internationale Allianzen und Alumni.

## Leben
Liqiu Meng absolvierte im Jahr 1978 in China ihr Abitur und ihre Hochschulaufnahmeprüfung. Ab 1978 studierte sie am „Institute for Surveying & Mapping“, der „Military University of Information Engineering“ in China, wo sie im Jahr 1985 ihren Master-Abschluss in Kartographie erlangte. Zwischen 1985 und 1988 war sie wissenschaftliche Mitarbeiterin an demselben Institut. Von 1988 bis 1993 forschte sie am Institut für Kartographie der Universität Hannover für ihre Promotion zum Doktoringenieur, die sie 1993 abschloss. Das Thema ihrer Promotion war die Erkennung von Kartenschrift mit einem Expertensystem. Nach einer kurzen Zeit als wissenschaftliche Mitarbeiterin an der Universität Hannover ging sie von 1994 bis 1996 als „Senior Lecturer“ an die „Högskolan Gävle“ in Schweden. Von 1996 bis 1998 war Meng „Senior GIS Consultant“ bei der Firma Sweco in Stockholm. Im Jahr 1998 habilitierte sie sich für die Fächer Geodäsie und Geoinformatik an der Königlich Technischen Hochschule (KTH) in Stockholm mit einer Schrift über „Automatic Generalization of Geographic Information – Methods and Data Structures“. Die KTH ernannte sie zur Privatdozentin. 1998 wurde sie als Ordinaria an den Lehrstuhl für Kartographie an der Technischen Universität München berufen, wo sie heute noch lehrt. Meng ist seit 2011 Mitglied der Leopoldina.

## Arbeitsgebiete
- Raum-zeitliche Geodatenmodellierung und -integration
- Kartographische Wahrnehmung und Kognition
- Mobile Daten- und Kartenservices im Internet
- Städtische 3-D-Informationssysteme / Virtuelle Realität
- Multimodale Navigationsalgorithmen
- Mustererkennung und Generalisierung von Geoinformationen
- Geovisuelle Analytik

## Akademische Ämter
- seit 2009 Senatorin der Helmholtz-Gemeinschaft
- 2008–2014 Vizepräsidentin für Internationales der TU München
- 2006–2008 Prodekanin, Fakultät für Bauingenieur- und Vermessungswesen, TU München

## Preise und Auszeichnungen
- Carus-Medaille der Leopoldina, 2011
- Heinz-Maier-Leibnitz-Medaille, TUM, 2007
- Outstanding Overseas Chinese Scholar, Chinesische Akademie der Wissenschaften, 2001

## Publikationen (Auswahl)
- (Hrsg.): Map based mobile services. Design, interaction and usability. Springer, Berlin 2008, ISBN 978-3-540-37109-0.
- mit Günter Hake und Dietmar Grünreich: Kartographie. Visualisierung raum-zeitlicher Informationen. 8., vollständig überarbeitete Auflage. De Gruyter, Berlin/New York 2002, ISBN 3-11-016404-3.
- Erkennung der Kartenschrift mit einem Expertensystem. Fachrichtung Vermessungswesen der Universität Hannover, 1993 (Dissertation).